# Pandora TV
Pandora TV (판도라TV) é um site de compartilhamento de vídeos, onde os usuários enviam (upload), visualizam e compartilham vídeos. Fundada em outubro de 2004, a Pandora TV é o primeiro site de compartilhamento de vídeos do mundo a colocar anúncios nos videoclipes enviados pelos usuários e proporcionar espaço de armazenamento ilimitado para que os usuários enviem seus vídeos. A sede da empresa operadora, Pandora TV Co., Ltd., fica localizada no Edifício Seoul-Gangnam, em Yeoksam-dong, Gangnam-gu, Seul.
Em 2007, foi o site que mais cresceu na Coreia do Sul e, um ano depois, tornou-se o maior site de compartilhamento de vídeos do país, com 3,6 milhões de usuários. À época, tinha trinta e cinco por cento da participação do mercado sul-coreano dos sites de compartilhamento de vídeos.
Além da língua coreana, língua oficial das Coreias, o site se encontra, desde 2008, disponível em inglês, chinês e em japonês.
A Pandora TV arrecadou mais de dezesseis milhões de dólares norte-americanos das empresas de capital de risco do Vale do Silício – Altos Ventures e DCM – em duas rodadas consecutivas de financiamento, em 2006 e em 2007, que representa o maior investimento estrangeiro feito até agora de qualquer empresa sul-coreana que começou na internet.